# Amauropsis anderssoni
Amauropsis anderssoni is een slakkensoort uit de familie van de Naticidae. De wetenschappelijke naam van de soort is voor het eerst geldig gepubliceerd in 1906 door Strebel.